# Francisco Rodríguez Criado

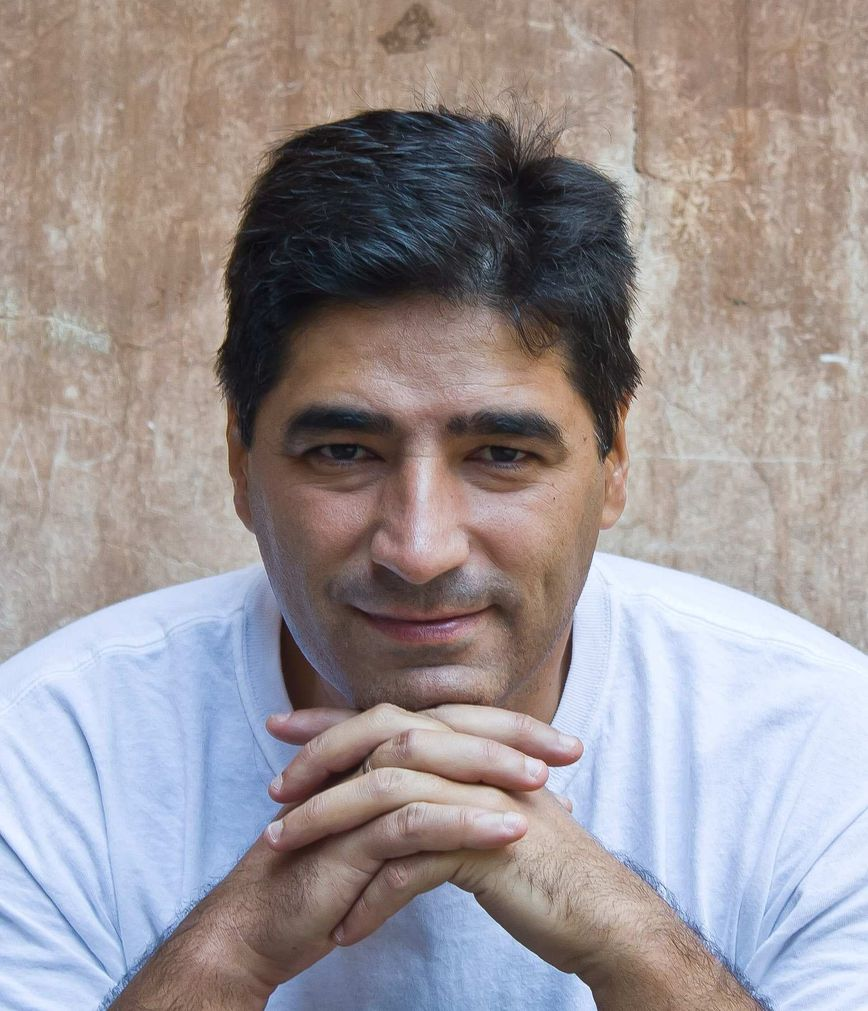
Francisco Rodríguez Criado

Francisco Rodríguez Criado es un escritor y corrector de estilo español, nacido en Cáceres en 1967. Autor de novelas, cuentos, microrrelatos y obras de teatro, su obra ha aparecido en varias antologías españolas de narrativa breve. Es columnista de El Periódico Extremadura y crítico literario en El Debate, y ha impartido cursos de escritura creativa.  

## Biografía
Nació en Cáceres en 1967. Desempeñó varias ocupaciones profesionales antes de iniciar su andadura como escritor en 1998. Desde entonces se dedica a tiempo completo a la literatura como escritor, profesor de talleres literarios, corrector de estilo y editor del blog NarrativaBreve.com. 

## Estilo, temas y autores referenciales
Sus artículos, cuentos, novelas y obras de teatro se caracterizan por un estilo sencillo y la economía del lenguaje.  El humor, la ironía, la melancolía, los anacronismos y una mirada escéptica son algunas de las claves de su escritura. 
La ciudad, las pasiones insatisfechas, la escritura como ejercicio de superación y de autoentendimiento, el vacío espiritual, la complejidad del mundo rural, o el miedo a la muerte  son algunos de sus temas preferidos. Desarrolla temas universales y también locales. Cáceres, su ciudad natal, es otro de los referentes en su obra. 
En una entrevista con Matías Crowder, publicada en Náufragos en tiempos ágrafos, citó como autores referenciales a Isaac Bashevis Singer, Slavomir Mrozek, Paul Auster, Milan Kundera, Raymond Carver, Italo Svevo, Robert Penn Warren, Dostoievski, Chéjov, Tolstói, Goncharov...
En su libro autobiográfico El Diario Down narra de manera descarnada la decepción que le supuso averiguar, a las dos horas del parto, que su hijo Francisco había venido al mundo con el síndrome de Down y cómo, a la larga, este suceso marcó positivamente su vida. Este diario intimista refleja la importancia de la escritura como actividad terapéutica.

### Cuentos
Sopa de pescado (Editora Regional de Extremadura, Mérida, 2001).
Los Bustamante, una familia del siglo XXI (Diputación de Badajoz, 2001).
Siete minutos (La bolsa de pipas, Palma de Mallorca, 2003).
Textamentos (Alcancía, Cáceres, 2005)
Un elefante en Harrods (De la Luna Libros, Mérida, 2006). 
Los zapatos de Knut Hamsun (De la Luna Libros, Mérida, 2017) 
Hombres, hombrinos, macacos y macaquinos (Amazon, 2020)  

### Novelas
Historias de Ciconia (De la Luna Libros, Mérida, 2008).
Mi querido Dostoievski (La Discreta, Madrid, 2012).    

### Diarios
El Diario Down (Tolstoievski, Alicante, 2016) 

### Teatro
Trenes para María (Amazon, 2012).
Una casa bien iluminada (Amazon, 2012).
Lorca: de Granada al cielo (Amazon, 2012/ De la Luna Libros, Mérida, 2009).

### Ensayos novelados
Oficios perdidos de Extremadura (Editora Regional de Extremadura, Mérida, 2013)
Raros (Punto de Vista, Madrid, 2013)

### Antologías (varios autores)
Una aproximación al microrrelato hispánico. Antologías publicadas en España (1990-2011). Leticia Bustamante Valbuena. Tesis de 2012.
El cuarto género narrativo. Antología del microrrelato español (1906-2011). Ed. Irene Andres-Suárez (Cátedra, Madrid, 2012).
Velas al viento. Ed. Fernando Valls (Los cuadernos del vigía, Granada, 2010).
Literatura en Extremadura (1984-2009), Editora Regional de Extremadura/ Libros del Oeste, 2010). Edición de Manuel Simón Viola. 
La quinta dimensión (Universidad de Extremadura, Mérida, 2009).
Soplando vidrio y otros estudios sobre el microrrelato español. Ed. Fernando Valls (Páginas de Espuma, Madrid, 2008).
Histerias breves (El problema de Yorick, Albacete, 2006).
Relatos relámpago (ERE, Mérida, 2006).

## Premios literarios
- Finalista en el  XI Concurso de Microrrelatos de Mairena del Aljafarache (2024), por el microrrelato “La guadaña”.
- Segundo Premio en el I Concurso de Relatos Navideños para Padres CEU Montepríncipe (2024), por el relato “Concurso navideño para padres”.
- Mención especial del jurado en el I CERTAMEN DE RELATOS CORTOS EL CANTÁBRICO, MAR DE VIDA (2024), con el relato "El mar, la mar, el mar".
- Tercer premio en el II CONCURSO DE RELATOS CORTOS MARKERRELATOS (2024) por la ficción "Un diamante literario en bruto".
- Accésit en el V Concurso de Microrrelatos Ayuntamiento de Almazán (2024) con el microrrelato “Memoria viva”.
- Premio popular del "VIII Concurso de Microrrelatos de EMT Ancha es Madrid a golpe de pedal" (2024) con el microrrelato "Más joven que nunca".
- Finalista en el I Certamen de Relato corto «La Sabiduría de Momo» (2024), con el relato "Los cuentos que a mí me gustan".
- Primer Premio en el Concurso de Microrrelatos sobre Abogados (Consejo General de la Abogacía Española y la Mutualidad General de la Abogacía), en julio de 2023, con el microrrelato "Escarmiento", elegido tanto por el jurado como por la comunidad de lectores.
- Primer Premio en el IV Certamen de Microrrelatos Leandro Perdomo Spínola (2022), organizado por la Biblioteca Municipal de Teguise (Lanzarote), con el microrrelato “Cromosomas”.

- Finalista en el III Concurso de Relato Corto organizado por estilograficas.com (2022) con el relato "El carro de la vida", en la modalidad Confinamiento.
- Ganador Primer Premio en el Concurso de Microrrelatos del Ayuntamiento de Almazán (2022) con "El viaje".
- Finalista en el «Concurso de relato cómico de Lamucca Historias con (buen) humor» (2022) con "¿Quién es el último?".
- Finalista en el Concurso de Relato Corto "Gran Café" de Cáceres (2005) con "El eterno inquilino".
- Accésit en el III Certamen del Concurso de Relatos Ilustrados de la Diputación de Badajoz. Ilustraciones de Fermín Solís (2000), con "Los Bustamante, una familia del siglo XX".
- Primer premio en el XIX Certamen literario de relatos S. Isidoro de Sevilla (2000) con el relato "Vuela".

## Becas
- Beca de ayuda a la creación literaria de Consejería de Cultura de la Junta de Extremadura en 2003 (cuentos).
- Beca de ayuda a la creación literaria de Consejería de Cultura de la Junta de Extremadura en 2005 (teatro).
- Beca de incorporación de escritores a la Universidad de Extremadura en 2008 (logros literarios).

## Talleres literarios
Ha impartido cursos de escritura creativa desde 2004. Durante siete años fue profesor del taller del relato y la poesía en Alburquerque, incluido en la Red de Talleres Literarios de Extremadura. Impartió un curso en Jarandilla, Cáceres, con motivo de la Beca de incorporación de escritores a la Universidad de Extremadura en 2008, y ha impartido tres talleres presenciales en Madrid con Universidad 2015.

## Artículos de prensa
Escribe su columna semanal "Textamentos" en El Periódico de Extremadura desde 2005, y ha publicado de manera puntual algunos de sus artículos y cuentos en los diarios Información (Alicante), Hoy, La Razón y El País (en su revista Verne), Diario Sur y en el suplemento cultural Ananke de Página XXIV (Aguascalientes, México).

## Entrevistas
- Entrevista de María Carvajal a Francisco Rodríguez Criado para la revista mexicana Ombligo, 17-9-2012.
- Entrevista a Francisco Rodríguez Criado en Náufragos en tiempos ágrafos, 11-9-2012
- Ismael Iriarte entrevista a Francisco Rodríguez Criado para Túnel de Letras.